# Gradska vijećnica u Brčkom
Gradska vijećnica je zgrada u središtu Brčkog i predstavlja jedan od najljepših i najreprezentativnijih objekata iz austrougarskog perioda građen u pseudomaurskom stilu. Godine 2004. je proglašena nacionalnim spomenikom Bosne i Hercegovine.

## Povijest
Gradska vijećnica u Brčkom sagrađena je 1892. godine prema idejnom projektu arhitekta Aleksandra Viteka i izvođačkom projektu arhitekta Ćirila Ivekovića. Izgradnja je započela 1890. godine i trajala je 14 mjeseci i 18 dana. Građena je u pseudomaurskom stilu, s puno ukrasa na zidovima, iznad prozora i vrata i s kupolama na krovu. Povjeravanje posla službenom arhitekti Zemaljske vlade, koji će kasnije projektirati i Vijećnicu u Sarajevu, govori o značaju razvoja Brčkog u politici tadašnjih vlasti. Činjenica da se u Brčkom 1892. godine završava tako reprezentativan objekt gradske kuće, prije nego što je u Sarajevu i počela njegova izgradnja, i uz to ga projektira renomirani arhitekt, govori u prilog strategijskom, političkom i trgovačkom značaju Brčkog u novoj pokrajini Austro-Ugarske monarhije. Arhitektonske vrijednosti objekta, njegov značaj u urbanom miljeu Brčkog, i u miljeu bosanskohercegovačke graditeljske baštine, stilske osobenosti, predodređuju odnos prema tom objektu kao prema spomeniku arhitekture.
Prvobitno je u Vijećnici bila smještena općina, zatim pošta, telegraf, Savska kapetanija, te gradska knjižnica. Danas su u njoj smješteni Ured gradonačelnika i 
Umjetnička galerija Brčko distrikta BiH.

## Vanjske povezice
- Brčanska beledija - Vijećnica